# Jerry Donahue

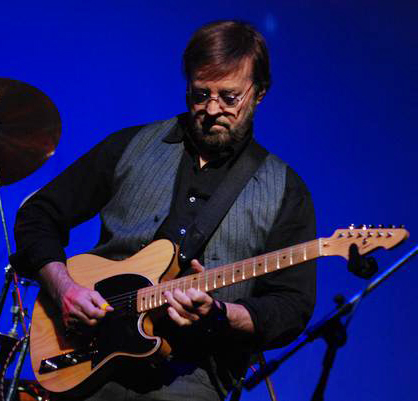
Jerry Donahue, 2008

Jerry Donahue (* 24. September 1946 in Manhattan, New York City) ist ein US-amerikanischer Gitarrist. Er prägte als Mitglied der Bands Fotheringay und Fairport Convention maßgeblich die britische Folk-Szene. Besonders bekannt wurde er in Deutschland durch seine Auftritte in der SWR-Sendung Ohne Filter mit dem Gitarrentrio The Hellecasters. Außerdem engagiert er sich als Produzent.

## Leben und Einflüsse
Donahues Vater ist Sam Donahue, bekannter Big-Band-Saxofonist, seine Mutter Patricia Donahue war Schauspielerin. Donahue wuchs in Los Angeles auf, wo er erste Gitarrenstunden nahm und vor allem durch die Kontakte des Vaters Einblicke in die lokale Musikszene bekam. Mit 14 Jahren sah er in einem Musikclub in Hollywood Gerry McGee spielen. Die von ihm angewendete behind-the-nut-bendig-Technik faszinierte den jungen Donahue so sehr, dass er McGee um Gitarrenstunden bat. Der The-Ventures-Gitarrist beeinflusst bis heute neben Amos Garrett den Stil Donahues. Er selbst nennt außerdem noch Chet Atkins, Duane Eddy, The Shadows and The Ventures als frühe Einflüsse. Später kamen Clarence White, Danny Gatton, Albert Lee, Tommy Emmanuel und Robben Ford dazu.
Nach der Scheidung seiner Eltern zog Donahue mit der Mutter nach England. Musikalisch fand er ein neues Zuhause in der aufstrebenden Folk-Rock-Szene und spielte in den Bands Poet and the One Man Band, Fotheringay und Fairport Convention. Außerdem spielte er mit musikalischen Größen wie Joan Armatrading, Gerry Rafferty, Robert Plant, Elton John, The Proclaimers, Mick Greenwood, Johnny Hallyday, Gary Wright, Cliff Richard, Chris Rea, Warren Zevon, Bonnie Raitt, Hank Marvin, Roy Orbison, Nanci Griffith, The Beach Boys und The Yardbirds.
Kultstatus erreichte er durch die Band The Hellecasters mit Will Ray und John Jorgenson.
2009 gründete Donahue gemeinsam mit Clive Bunker, Rick Kemp, Ray Jackson, Doug Morter und seiner Tochter Kristina Donahue die Band Gathering – Legends of Folk Rock.
Nach einer Zeit in Hamburg lebt Donahue nun wieder in Los Angeles. An dem Revival der Band Fotheringay und dem Zustandekommen der Tour im Juni 2015 hatte er großen Anteil.

## Techniken
Donahue ist unter Gitarristen für seine Bending-Technik bekannt, die er perfektionierte und die bis heute sein Markenzeichen ist. Danny Gatton soll Donahue als „string-bender king of the planet“ bezeichnet haben.

## Equipment
Über die Jahre hat Donahue verschiedene Signature-Gitarren mit namhaften Instrumentenherstellern entwickelt, unter anderem 1997 mit Fender, 2005 mit Peavey und aktuell mit Fret King Black Label.

## Produzent
Donahue betätigt sich außerdem als Produzent. 1998 produzierte er den Titel „Gold Dust“ der Sängerin Sandy Denny, 2004 brachte er das Stück „Instinct“ von The Animals heraus. 2008 stellte er das zweite Album von Fotheringay fertig.

## Diskografie (Auszug)
- Fotheringay: Fotheringay (Island 1970)***
- Johnny Hallyday: Live at the Palais des Sports (Paris, 1971)
- Fairport Convention: Rosie (Island, 1973)
- Fairport Convention: Nine (Island, 1973)
- Fairport Convention: A Moveable Feast (Island, 1974)
- Fairport Convention: Rising for the Moon (Island, 1975)
- Jerry Donahue: Telecasting (Spindrift, 1986)
- Jerry Donahue: Meetings (Fun, 1988)
- Jerry Donahue: Neck of the Wood (Cross Three, Road Goes on... 1992)
- Jerry Donahue: Country Tech (CPP, Warner Bros., 1992)
- Hellecasters: Return of the Hellecasters (Pharaoh Records, 1993)
- Hellecasters: Escape from Hollywood (Pharaoh Records, 1994)
- Hellecasters: New Axes to grind (Pharaoh Records, 1997)
- Jerry Donahue: Telecasting Recast (Pharaoh Records, 1999)
- Fotheringay: Fotheringay 2 (Fledg'ling, 2008)
- Will Ray & Jerry Donahue: Live at McCabe's (Pharaoh Records, 2008)
- Svenson feat. Jerry Donahue: Yeehaw (Journey into Twang) (Zimbalam, 2016)